# Steirische Reimchronik
Die Steirische Reimchronik des Ottokar aus der Gaal gilt als das erste umfassende Geschichtswerk in deutscher Sprache. Die im frühen 14. Jahrhundert verfasste Chronik umfasst etwas weniger als 100.000 Verse und erzählt überwiegend Reichsgeschichte, vor allem jene der Steiermark und Österreichs.

## Anspruch und historischer Wert
Die Absicht dieses Werkes war ausgesprochen geschichtskundlich. Im Gegensatz zu den älteren Reimchroniken beruht sie auf gründlicher Benützung mündlicher und schriftlicher Quellen. Sie entstand als Fortsetzung des verlorengegangenen „Kaiserbuchs“, das ebenfalls von Ottokar stammte. Während er in seinem älteren Werk noch relativ nahe bei den alten Weltchroniken stand und er eigenen Angaben nach auch Ereignisse behandelte, für die er keine Quellen hatte, ist seine Herangehensweise in seinem Spätwerk, der Reimchronik, ein großer Schritt hin zur modernen Geschichtsschreibung. Dies deswegen, weil er, von wenigen humoristischen Einschüben abgesehen, immer rein historisches Geschehen darstellen will und seinen Stoff in kritischer Betrachtung aller verfügbaren Quellen behandelt.

## Umfang und Inhalt
Die Reimchronik enthält über 98.000 Verse. Der erhaltene Bestand weist mehrere Lücken auf. Ottokar starb beim Verfassen des Werkes, weswegen es unvollendet blieb. Fertig hätte sie mit Sicherheit mehr als 100.000 Verse umfasst.
Der Inhalt umfasst die Darstellung der Geschichte des Heiligen Römischen Reiches, einschließlich des Kaisertums in Italien, vom Tod des Staufers Friedrich II. 1250 bis zur Krönung Heinrichs VII. 1309. Zudem ist enthalten die Geschichte Österreichs und Steiermarks seit 1246 (dem Tod des letzten Babenbergers) bis 1310, zum Aufstand des niederösterreichischen Adels und der Wiener Bürger gegen Herzog Friedrich den Schönen. Behandelt wird auch die Geschichte der angrenzenden Nachbarländer Salzburg, Böhmen, Ungarn und Polen in ihren Beziehungen zum Reich und ihre Fürstengeschichte. Weiterhin sind noch Ereignisse der französischen und flämischen Geschichte, die Kämpfe Venedigs mit Aquileia und Görz 1289 und mit Ferrara 1308/1309 sowie die Belagerung und der Fall Akkons 1291 im Rahmen des 7. Kreuzzuges behandelt. Gelegentlich finden sich auch Rückblicke, die vor dem behandelten Zeitraum liegen.
Neben der politischen Geschichte interessiert sich Ottokar aber auch für die Sitten und Gebräuche der ritterlichen Gesellschaft seiner Zeit, an die sein Werk auch gerichtet ist. Er erzählt aber auch von Naturkatastrophen und merkwürdigen Erscheinungen, wie etwa der Heuschreckenplage 1309 in der Steiermark oder dem Erscheinen von Pelikanen an der Mur. Auch wird über Rechtsbräuche berichtet. So etwa über die Zeremonie der Inthronisierung des Kärntner Herzogs auf dem Zollfeld. Sehr vereinzelt bringt er auch Legendäres, Sagen- oder Märchenhaftes sowie Anekdotisches, wobei nicht klar wird, ob es der Unterhaltung dienen soll, oder ob es der Autor selbst glaubt.

## Stil, Form und Ausdruck
Die Stilmittel, derer sich Ottokar bedient, sind teils der Spielmannsdichtung, teils der höfischen Dichtung entnommen. Die Beherrschung der dichterischen Sprache reicht aber nicht an die Meister seiner Zeit heran. So ist der Aufbau oft nicht künstlerisch gestaltet, die Reime sind oft unrein und banal. Ansonsten ist sein Stil sehr temperamentvoll, oft ironisch und witzig.
Die metrische Form der Reimchronik ist angelehnt an die höfische Epik unterteilt in drei- bis vierhebige Verse mit ungleich vielen Senkungen und häufig mehrsilbigem Auftakt, die durch stumpfen oder klingenden Reim verbunden sind.
Die Sprache ist sehr bayerisch-österreichisch gefärbt und hat starken mundartlichen Einschlag, vor allem in der Wortwahl.

## Überlieferung und Nachwirkung
Die Originalhandschrift Ottokars ist verloren. Das Werk ist in acht Handschriften des späten 14. und des 15. Jahrhunderts erhalten, die allesamt unvollständig sind und sich teilweise ergänzen.
Die Wirkung auf die weitere spätmittelalterliche Geschichtsschreibung bis zum Humanismus war sehr groß. Ihre Zuverlässigkeit als Quelle wurde sehr verschieden beurteilt. Während man in der ersten Folgezeit noch bedenkenlos auf ihn zurückgriff, wurde man vorsichtiger, nachdem man ihm einzelne Irrtümer nachweisen konnte. Vor allem auch die Fülle und Detailtreue seiner Schilderungen warfen die Frage auf, ob eine Person dies alles so erlebt haben könne. Erst durch Erforschung der Person des Autors, insbesondere seiner gehobenen Position und seines Berührungskreises, stieg seine Glaubwürdigkeit zur Zeit des Humanismus wieder.
Die Humanisten, allen voran Wolfgang Lazius und Reichard Streun von Schwarzenau benutzten Handschriften der Reimchronik. Zum ersten Druck kam es 1745 durch den Melker Benediktiner Hieronymus Pez. Durch diese Ausgabe lernte auch Grillparzer die Reimchronik kennen. Der nächste Druck erschien erst 1890 durch Joseph Seemüller in einer zweibändigen Ausgabe in den „Monumenta Germaniae Historica“ (MGH).

## Person des Autors
Die politische Gesinnung Ottokars kommt häufig zum Ausdruck. Er ist ausnehmend staufisch und antipäpstlich, was Ereignisse vor seiner Zeit anbelangt. Für seine Zeit ist er treuer Anhänger der Habsburger und absoluter Gegner des Böhmenkönigs Ottokar.
Ottokar aus der Gaal entstammte einem landesfürstlichen Ministerialengeschlecht und hatte sehr enge Beziehungen mit den steirischen Liechtensteinern. Dadurch gehörte er dem Kreis der steirischen Ritterschaft an, die zuerst auf Seiten der Babenbergerin Gertrud standen, aber während der zweiten Herrschaft des Böhmenkönigs in der Steiermark die Verschwörung der Landherren zugunsten König Rudolf vorbereiten halfen.
Während man lange annahm, er hätte Sammler ausgeschickt um Quellen zu suchen, geht man mittlerweile davon aus, dass er die meisten Quellen selbst eingesehen hat. Ottokar war ohne Zweifel sehr belesen und kannte alle wichtigen Werke seiner Zeit sehr gut. Er kann daher als gelehrt gelten.

## Ausgaben
- Deutsche Chroniken und andere Geschichtsbücher des Mittelalters 5,1: Ottokars Österreichische Reimchronik. Teil 1. Nach den Abschriften Franz Lichtensteins herausgegeben von Joseph Seemüller. Hannover 1890 (Monumenta Germaniae Historica, Digitalisat)
- Deutsche Chroniken und andere Geschichtsbücher des Mittelalters 5,2: Ottokars Österreichische Reimchronik. Teil 2. Nach den Abschriften Franz Lichtensteins herausgegeben von Joseph Seemüller. Hannover 1890 (Monumenta Germaniae Historica, Digitalisat)